# Möckeln (Småland)
Möckeln est un lac de la province de Småland en Suède. 

## Géographie
Il est situé au sud-ouest de Växjö, à 136 mètres au-dessus du niveau de la Mer Baltique. Sa superficie est de 48 km² et sa profondeur ne dépasse pas 21 mètres.